# 1990年12月逝世人物列表
1990年逝世人物列表：1月 - 2月 - 3月 - 4月 - 5月 - 6月 - 7月 - 8月 - 9月 - 10月 - 11月 - 12月
1990年11月逝世人物列表，是用於匯總1990年12月期間逝世人物的列表。

## 依日期排序

### 1日
- 塞爾吉奧·科爾布奇，63歲，義大利電影導演和編劇，心臟病發作。[1]
- 西蒙娜·梅爾基奧爾·庫斯托，71歲，法國水上運動員，癌症。[2]
- 皮埃爾·杜克斯，82歲，法國演員。[3]
- 羅伯特·戈登，77歲，美國導演和演員。[4]
- Erich Hüttenhain，85歲，德國學術數學家和密碼學家。
- 安东·科钦扬，77歲，蘇聯亞美尼亞政治家。
- 卡拉·萊曼，73歲，加拿大女演員。
- 維托·米塞利，74歲，義大利政治家和將軍。
- 大衛·莫爾斯，83歲，美國勞工官僚。[5]
- 維賈雅·拉克希米·潘迪特，90歲，印度外交官和政治家。[6]
- 奧克塔維奧·貝拉斯·羅哈斯，84歲，多明尼加羅馬天主教紅衣主教。

### 2日
- 理查·本納，46-47歲，美國電影導演和編劇，愛滋病。
- 約翰·布里頓，71歲，美國棒球運動員。[7]
- Marc Cerboni，35歲，法國奧運會擊劍運動員（1984年）。[8]
- 阿隆·科普兰，90歲，美國作曲家和指揮家，患有阿爾茨海默病。[9]
- 羅伯特·卡明斯，80歲，美國演員，腎衰竭和肺炎併發症。[10]
- 保羅·霍夫曼，88歲，德國演員。[11]
- 愛德華·奧德菲爾德，70歲，澳大利亞政治家。
- 帕迪·史密斯，96歲，美國棒球運動員。[12]
- 克林特·湯瑪斯，94歲，美國棒球運動員。
- 喬治·維爾德哈根，70歲，德國電影製片人。

### 3日
- 蒂姆·德盧戈斯，40歲，美國詩人，愛滋病。[13]
- 格裡·道爾，79歲，愛爾蘭足球運動員。[14]
- 羅爾夫·漢森，85歲，德國電影導演。[15]
- 海諾·曼德里，68歲，愛沙尼亞電影和舞台演員。
- 雷·瓦格納，88歲，美國橄欖球運動員。[16]

### 4日
- 愛德華·賓斯，74歲，美國演員，心臟病發作。[17]
- 傑克·J·卡頓，70歲，美國空軍上將。[18]
- 查理斯·B·麥克唐納，68歲，美國陸軍歷史學家，癌症。
- 納爾遜·彼得森，77歲，美式足球運動員。[19]
- 田岛直人，78歲，日本運動員，奧運冠軍。[20]
- 矢田喜美雄，77歲，日本奧運會田徑運動員（1936年）。[21]

### 5日
- 彼得·布魯姆，65歲，南非詩人。[22]
- 羅伯特·切斯利，47歲，美國劇作家，愛滋病。[23]
- Kai Curry-Lindahl，73歲，瑞典動物學家。[24]
- 露西·達維多維奇，75歲，美國歷史學家。[25]
- 納拉揚·戈帕爾，51歲，尼泊爾歌手，糖尿病患者。
- 約瑟夫·耶德利奇，63歲，捷克斯洛伐克作家。[26]
- 奧特-海因里希·凱勒，84歲，德國數學家。
- 阿方索·奧索里奧，74歲，菲律賓裔美國藝術家。[27]
- 傑克·普萊斯，73歲，美國爵士音樂家。
- 霍華德·艾倫·施奈德曼，63歲，美國昆蟲學家。
- 史蒂夫·肖，25歲，美國演員，交通事故。

### 6日
- 埃德·貝爾，69歲，美式足球運動員。[28]
- 納坦·布蘭德，46歲，以色列古典鋼琴家，淋巴瘤。[29]
- 鮑勃·漢密爾頓，74歲，美國高爾夫球手。[30]
- 比爾·哈德曼，57歲，美國小號手，腦出血。[31]
- 乔治·希利斯，84歲，美國奧運賽艇運動員（1928年）。[32]
- 奧托·希茨菲爾德，92歲，德國將軍。
- F·傑伊·尼姆茨，75歲，美國政治家，美國眾議院議員（1957-1959）。
- 雷米·普魯德鴻，48歲，美式足球運動員。[33]
- Polingaysi Qöyawayma，98歲，美國霍皮族教育家。
- 东姑阿都拉曼，87歲，馬來西亞政治家，總理（1957-1970）。[34]
- 帕夫洛斯·西迪羅普洛斯，42歲，希臘搖滾歌手，詞曲作者和吉他手，海洛因過量。[35]

### 7日
- 瓊·貝內特，80歲，美國女演員，心力衰竭。[36]
- 霍斯特·比內克，60歲，德國小說家，愛滋病。[37]
- 諾曼·鮑爾，83歲，英國政治家。
- 迪·克拉克，52歲，美國靈魂歌手，心臟病發作。[38]
- Jean Duceppe，67歲，來自魁北克蒙特利爾的舞台和電視演員。
- 雷纳多·阿里纳斯，47歲，古巴小說家、劇作家和詩人，自殺。[39]
- 皮埃爾·亨利·蘭德里，92歲，俄裔法國網球運動員。[40]
- 路易士·弗蘭傑拉，46歲，阿根廷裔美國藝術家，愛滋病患者。[41]
- Jean Paul Lemieux，86歲，加拿大畫家。[42]
- 拉爾夫·麥金齊，96歲，美國體育教練。
- 彼得·米格，84歲，瑞士作曲家。[43]
- 奧斯卡·米勒德，82歲，英國編劇。[44]
- 里納爾多·奧索拉，77歲，義大利政治家。[45]
- 大衛·里士滿，49歲，美國民權活動家，肺癌。
- 維爾莫斯·埃內克斯，75歲，匈牙利拳擊手。

### 8日
- 約翰·亞歷山大，67歲，美國歌劇歌手，心臟病發作。[46]
- 迪恩·大衛斯，90歲，美國政治家，佛蒙特州州長（1969-1973）。[47]
- 埃德·埃德蒙森，71歲，美國政治家，美國眾議院議員（1953-1973）。
- 塔德烏什·坎托爾，75歲，波蘭畫家和戲劇導演。[48]
- 鮑裡斯·科赫諾，86歲，俄羅斯舞蹈家、劇作家和詩人，意外墜落。[49]
- 拉娜·馬可尼，73歲，羅馬尼亞裔法國女演員。[50]
- 福里斯特·S·彼得森，68歲，美國飛行員，腦癌。
- 馬丁·里特，76歲，美國電影導演，心臟病。[51]
- 威廉·艾奇森·斯圖爾特，75歲，加拿大政治家。[52]

### 9日
- 陈仁炳
- Ben Duijker，87歲，荷蘭奧運會自行車運動員（1928年）。[53]
- 亨利·希克斯，75歲，加拿大政治家，交通事故。[54]
- 邁克·馬祖基，82歲，美國演員和職業摔跤手。[55]
- 尼拉拉，53歲，巴基斯坦喜劇演員和演員。

### 10日
- Yves Devernay，53歲，法國管風琴家和作曲家，心臟病發作。[56]
- 阿莫德·哈默，92歲，美國實業家和慈善家，骨髓癌。[57]
- 多蘿西婭·肯特，74歲，美國女演員，乳腺癌。
- 马里诺·莫雷蒂尼，59歲，義大利奧運自行車運動員（1952年）。[58]
- Doyle Nave，75歲，美式足球運動員。
- 伯特·威克斯，73歲，加拿大政治家。

### 11日
- 亞瑟·科恩豪瑟，94歲，美國工業心理學家，中風。[59]
- 彼得·米爾蒙，84歲，加拿大天文學家。[60]
- 羅伯特·諾布爾，80歲，加拿大物理學家。
- 大衛·特納，63歲，英國劇作家。[61]

### 12日
- 乔治·盖齐，60歲，義大利足球運動員，心臟病發作。[62]
- 傑克·哈雷，79歲，英國植物學家。[63]
- Concha Piquer，83歲，西班牙女演員和歌手，心臟病發作。[64]
- 伊恩·特雷索萬，68歲，英國記者和廣播員，ALS。[65]

### 13日
- 巴迪·賈斯圖斯，37歲，美國被定罪的狂歡殺手，被電椅處決。
- 埃德溫·萊斯特，95歲，美國戲劇導演。[66]
- 瑪爾塔·林登，87歲，美國女演員。[67]
- 愛麗絲·馬布爾，77歲，美國網球運動員和大滿貫得主，惡性貧血。[68]
- 阿爾弗雷德·鄧尼斯·西明斯基，79歲，美國政治家，美國眾議院議員（1951-1959），心臟病發作。
- 雅罗斯拉夫·沃尔夫，57歲，捷克斯洛伐克冰球運動員。[69]
- 阿奇·威爾，72歲，美國棒球運動員。[70]

### 14日
- 弗里德里希·迪伦马特，69歲，瑞士犯罪小說家、劇作家和諷刺作家，心力衰竭。[71]
- Nan Wood Graham，91歲，美國藝術家，美國哥特式模特。[72]
- 紅鷺，72歲，加拿大冰球運動員。[73]
- 古尼爾德·基特曼，86歲，德國音樂學家。[74]
- 張羣，101歲，臺灣政治家，總理（1947-1948）。[75]
- 弗朗西斯科·加比隆多·索勒，83歲，墨西哥作曲家。[76]
- 第11代圖恩和塔克西斯親王約翰內斯，64歲，德國商人和貴族，心臟手術併發症。[77]
- 彼得羅·托爾迪，84歲，義大利演員。

### 15日
- 胡利奧·古鐵雷斯，72歲，古巴音樂家。
- 米卡伊爾·賈布拉伊洛夫，38歲，蘇聯亞塞拜然士兵，在戰鬥中陣亡。
- Jean Paige，95歲，美國默片女演員。[78]
- 埃德·派克，59歲，美國武術家，心臟病發作。[79]
- 西博姆男爵弗雷德里克·西博姆，81歲，英國銀行家，交通事故。[80]
- 鹽飽玉男，84歲，日本奧運會亞軍（1936年）。[81]
- 陈志方，83-84歲，中國外交官。

### 16日
- 马克·奥日埃，82歲，法國極右翼作家。[82]
- 道格拉斯·坎貝爾，94歲，第一次世界大戰期間的美國飛行員和飛行王牌。[83]
- 阿特·柯寧格，84歲，美式橄欖球運動員。[84]
- 傑基·米特，42歲，牙買加裔加拿大音樂家，癌症。[85]

### 17日
- 威廉·科布，72-73歲，美國過山車設計師。
- 約翰·格羅弗，75歲，英國板球運動員。[86]
- 弗蘭克·赫奇森，93歲，紐西蘭板球運動員。[87]
- 尤里亞洛·德·米切利斯，86歲，義大利作家。[88]
- 路德維希·拉赫曼，84歲，德國經濟學家。
- 蓋伊·拉法基，86歲，法國輕歌劇和流行歌曲作曲家。[89]

### 18日
- 伯納德·艾迪生，85歲，美國吉他手。[90]
- Arthur Roy Clapham，86歲，英國植物學家。[91]
- 查理吉布森，91歲，美國棒球運動員。[92]
- 傑弗里·賈爾斯，67歲，澳大利亞政治家。
- 林忠彥，72歲，日本攝影師，肝癌。
- 奧拉齊奧·奧蘭多，57歲，義大利演員，心臟病發作。[93]
- 安妮·里維爾，87歲，美國女演員，肺炎。[94]
- 康妮·拉塞爾，67歲，美國歌手和演員（Red Hot Riding Hood）。
- 格蕾塔·史蒂文森，79歲，紐西蘭真菌學家。
- 保羅·托特利埃，76歲，法國大提琴家。[95]
- Hazel Walker，76歲，美國業餘籃球運動員。

### 19日
- 魯貝姆·布拉加，77歲，巴西作家。[96]
- 埃德蒙·德爾福，83歲，法國足球運動員。[97]
- Norbert Dufourcq，86歲，法國音樂學家。[98]
- 巴茲爾·漢森，72歲，英國演員。[99]
- 迈克尔·奥克肖特，89歲，英國哲學家。[100]
- 歐魯夫，67歲，丹麥貴族。
- 比利·蒂德威爾，60歲，美式足球運動員。[101]

### 20日
- 愛德華·博寧，85歲，美國政治家，美國眾議院議員（1953-1955）。
- 馬克·奇里克，83歲，俄法共產主義革命家。[102]
- Valeriu Călinoiu，62歲，羅馬尼亞足球運動員。[103]
- 安德里亞·鄧巴，29歲，英國劇作家，腦出血。[104]
- 約翰·休特森，77歲，英國報紙編輯。
- Lauro Mumar，66歲，菲律賓籃球運動員。[105]
- Mahmudun Nabi，54歲，孟加拉國歌手。
- Karl Rolvaag，77歲，美國政治家和外交官，明尼蘇達州州長（1963-1967）。[106]
- Gershom Schocken，78歲，以色列政治家和記者，肝癌。[107]
- 埃爾莫·坦納，86歲，美國歌手和口哨手。

### 21日
- 西格德·安德森，86歲，挪威裔美國政治家，南達科他州州長（1951-1955）。[108]
- Medard Boss，87歲，瑞士精神病學家。[109]
- 桃山虔一，81歲，二戰期間的韓國王子和日本帝國陸軍軍官。
- 凱利·詹森，80歲，美國航空工程師。[110]
- 玛格达·尤林，96歲，瑞典花樣滑冰運動員，奧運會冠軍（1920年）。[111]
- Ivan Knunyants，84歲，蘇聯化學家。
- 蘇倫德拉·莫漢蒂，68歲，印度作家和政治家。
- 約瑟夫·馮·普拉西，90歲，匈牙利奧運馬術運動員（1936年）。
- 弗雷德·華盛頓，23歲，美式橄欖球運動員，交通事故。[112]

### 22日
- 塞西爾·埃芬格，76歲，美國作曲家。[113]
- 羅賓·弗里迪，38歲，英格蘭足球運動員，心臟病發作。[114]
- 沃德·霍金斯，77歲，美國作家。[115]
- 肯·歐文，50歲，澳大利亞橄欖球運動員，白血病。

### 23日
- Pierre Chenal，86歲，法國電影製片人。[116]
- Serge Danot，59歲，法國動畫師。[117]
- 約瑟夫·達拉尼，85歲，匈牙利奧運會鉛球運動員（1928年、1932年、1936年）。[118]
- Pierre Gripari，65歲，法國作家，手術併發症。[119]
- 理查·歐文，73歲，美國演員、導演和製片人。[120]
- 弗蘭克·金，64歲，巴巴多斯板球運動員。
- Foy D. Kohler，82歲，美國外交官。[121]
- 赫伯特·薩爾茲曼，74歲，美國商人和經濟顧問。[122]
- 溫德爾·斯科特，69歲，美國賽車手，脊柱癌。[123]
- Wilmar H. Shiras，82歲，美國科幻小說家。

### 24日
- 托比約恩·埃格納，78歲，挪威兒童作家、劇作家和詞曲作者，心臟病發作。[124]
- 茱蒂絲·雷德博爾，89歲，荷蘭裔英國建築師。
- 弗里德里希·盧夫特，79歲，德國戲劇評論家。[125]
- 鲁道夫·奥兰迪尼，85歲，阿根廷足球運動員。[126]
- 歐文·斯圖爾特，91歲，美國通訊管理員。[127]
- 格溫·威廉姆斯，86歲，威爾士作家。

### 25日
- 約翰·斯圖爾特·安德森，82歲，英裔澳大利亞化學家，癌症。
- 弗拉基米爾·別洛烏索夫，83歲，蘇聯地質學家。[128]
- 亞歷山大·盧欽斯基，90歲，蘇聯將軍。
- 沃里克·斯內登，70歲，紐西蘭板球運動員。[129]
- 尼古拉斯·塔茨，75歲，荷蘭奧運會皮划艇運動員（1936年）。[130]
- 多多·沃茨，79歲，英國舞臺和電影女演員。

### 26日
- 傑克·比蒂，83歲，英裔加拿大冰球運動員。[131]
- 吉恩·卡拉漢，67歲，美國布景和製作設計師兼藝術總監，心臟病發作。[132]
- 喬治·埃利奧特·哈根，74歲，美國政治家，美國眾議院議員（1961-1973）。
- 波特蘭·霍法，85歲，美國喜劇演員、電臺主持人、演員和舞者。[133]
- 艾迪·金博爾，87歲，美式足球運動員。

### 27日
- 阿布法特·阿利耶夫，63歲，蘇聯和亞塞拜然歌劇歌手。
- 亨德里卡·格裡森，69歲，二戰期間的荷蘭抵抗組織成員。
- Concha Michel，91歲，墨西哥創作歌手，政治活動家和劇作家。
- 海倫·斯坦利，61歲，美國女演員。[134]
- Harold Town，66歲，加拿大畫家。[135]
- 張旭鎭，73歲，韓國藝術家。[136]

### 28日
- 愛德華·佈雷肖，57歲，澳大利亞演員，喉癌。
- 愛德華·范德埃爾斯肯，65歲，荷蘭攝影師，前列腺癌。[137]
- 達里奧·格拉菲，85歲，義大利數學物理學家。[138]
- 久松靜兒，78歲，日本電影導演。
- 吉伯特·W·琳賽，90歲，美國政治家。[139]
- 基爾·馬丁，46歲，美國演員，肺癌。[140]
- 阿恩·彼得森，77歲，丹麥奧運會自行車運動員（1936年）。[141]
- 沃倫·斯卡倫，44歲，美國編劇和電影製片人，骨癌。[142]

### 29日
- 朱利奧·貝德斯基，75歲，二戰期間的義大利作家和陸軍軍官。[143]
- Goree Carter，59歲，美國歌手、吉他手、鼓手和詞曲作者。[144]
- 莫娜·多爾，89歲，法國女演員。[145]
- 阿萊爾多·多納蒂，86歲，義大利摔跤手。[146]
- 大衛·派珀爵士，72歲，英國作家和博物館館長。[147]
- 奧利基·勞塔瓦拉，84歲，芬蘭女高音。[148]
- 弗雷德里克·沃爾特斯，86歲，美國曲棍球運動員。[149]

### 30日
- Fergal Caraher，20歲，北愛爾蘭臨時愛爾蘭共和軍志願者，被槍殺。
- 吉爾·克魯維斯，47歲，英國板球運動員。[150]
- 奧利弗·丹尼爾，79歲，美國音樂學家。[151]
- Géza Füster，80歲，匈牙利裔加拿大棋手。
- 阿爾伯特·默茨，70歲，丹麥畫家。[152]
- Raghuvir Sahay，61歲，印度作家。

### 31日
- 艾爾西·艾倫，91歲，美國波莫籃子編織工。[153]
- 喬治·艾倫，72歲，美式橄欖球教練，心室顫動。
- 艾德·甘特納，31歲，美國職業摔跤手，中彈自殺。
- 唐納德·金納比，70歲，二戰期間的英裔美國飛行王牌。
- 瓦西里·拉扎列夫，62歲，蘇聯宇航員。
- 喬瓦尼·米凱盧西，99歲，義大利建築師、城市規劃師和設計師。[154]
- 莫尼·辛格，89歲，孟加拉國政治家。
- 恩斯特·馮·西門子，87歲，德國商業巨頭。